# Khridoli
Khridoli (en georgiano: ხრიდოლი) o Chridolis es un arte marcial de Georgia. Consta de cinco componentes, concretamente khardiorda (lucha libre), krivi (boxeo), p'arikaoba (esgrima), rkena (lanzamientos y agarres también visto en el Sambo y judo), y arquería.
Históricamente, khridoli era un nombre de un tipo de boxeo con una mano, especialmente popular en el viejo Tbilisi cuando fue documentado por el escritor Ioseb Grishashvili en su diccionario histórico de la ciudad. En uno escribe al duelo de khridoli, el retador tiene que luchar con una mano ligada, mientras que el hombre desafiado tiene el privilegio de utilizar ambas manos. Después de que Georgia se independizara de la Unión soviética, hubo un interés revivido en artes marciales viejas que culminó en la fundación de Federación de Khridoli en 1993. En 2014, el Khridoli, junto con el Lelo burti, una variante local de rugby, fueron declarados por el gobierno de Georgia como "monumento inmaterial" de cultura.